# 산책

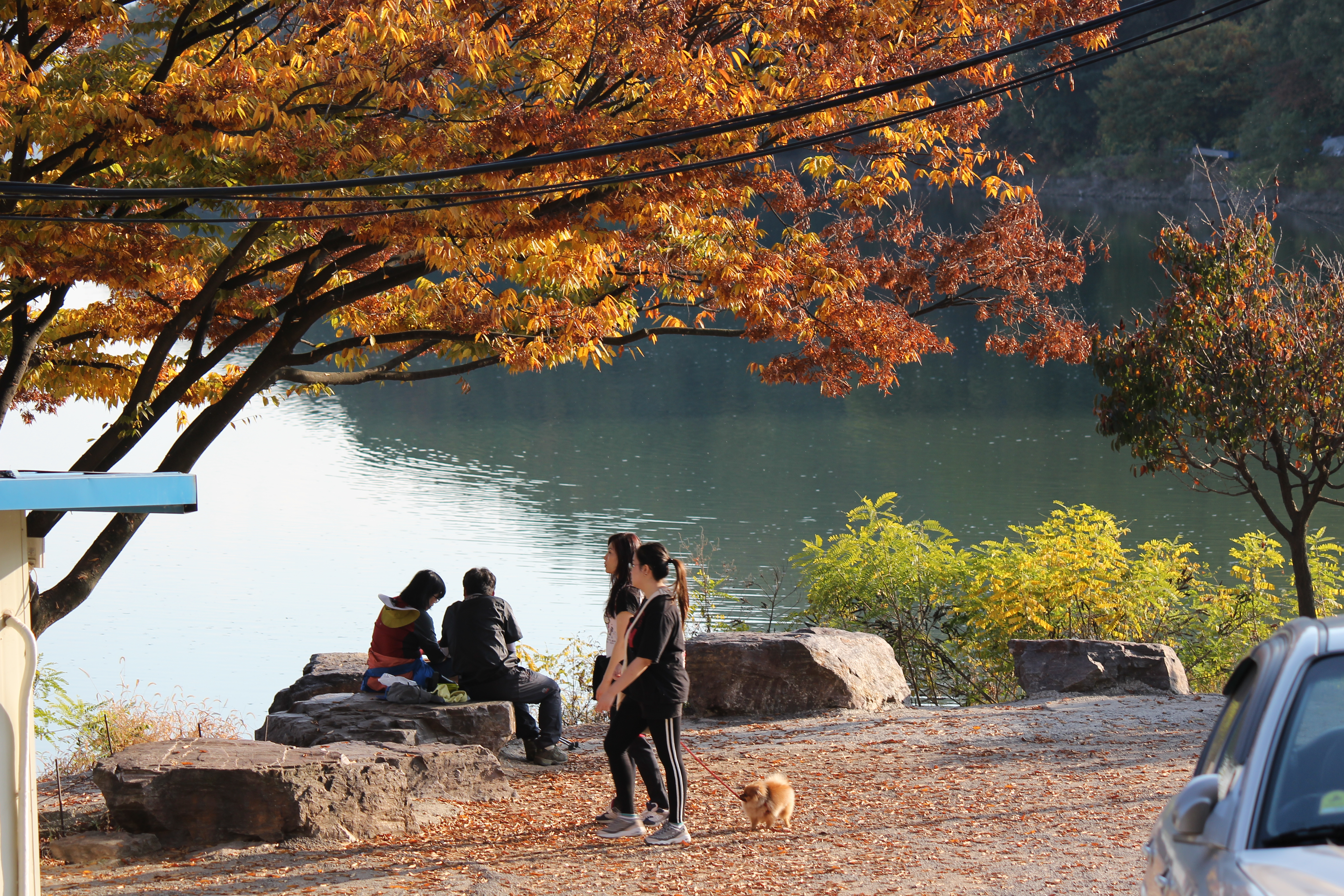
기흥 호수에서 산책하는 사람들

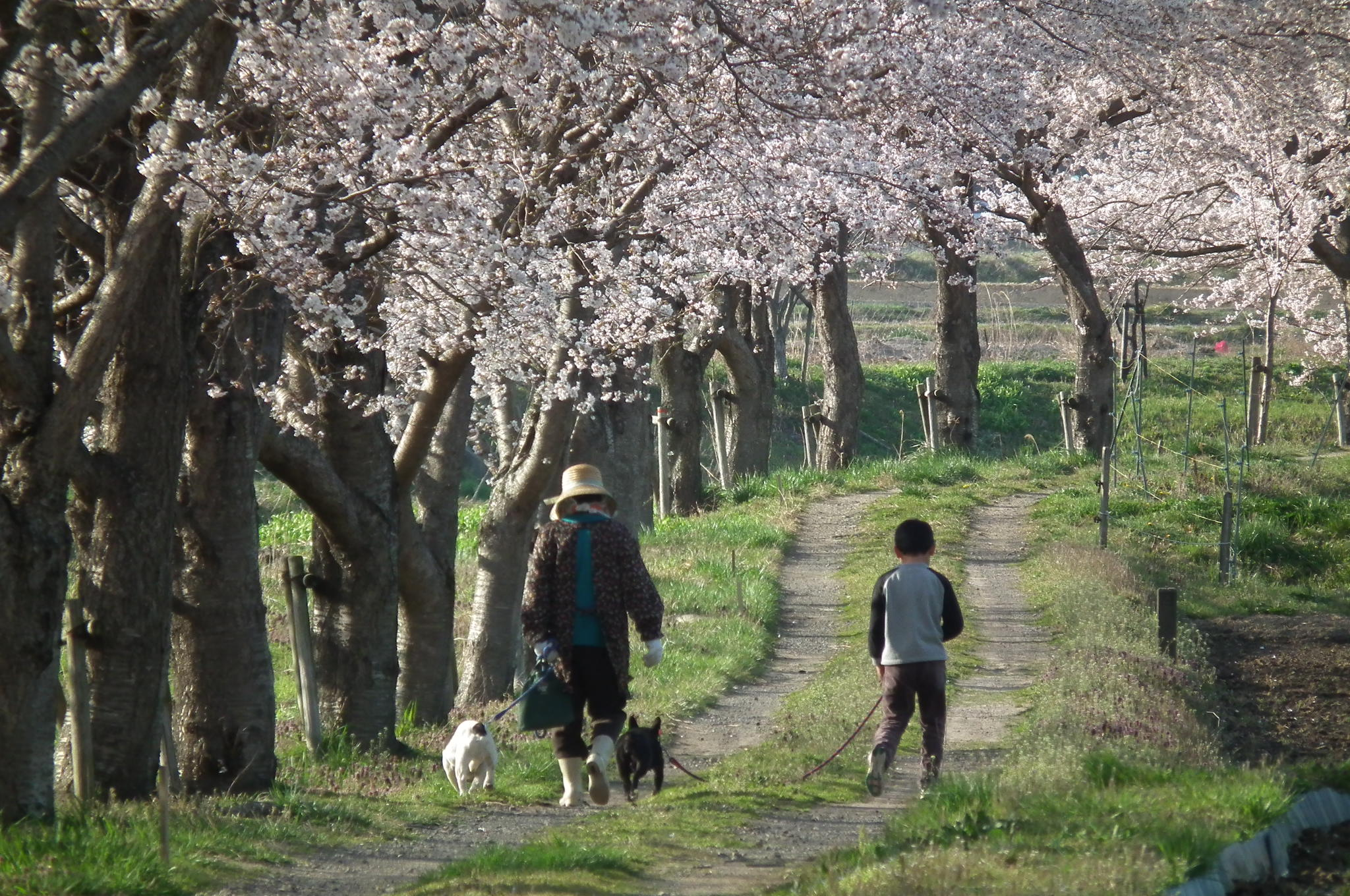
산책

산책(散策)은 휴식을 취하거나, 건강을 위해서 천천히 걸어다니는 일을 말한다. 산책을 하면서 생각도 하며, 대화도 한다. 산책은 여유로운 속도로 따라 걷거나 통과하는 의미의 이 산책은 여가활동으로 전 세계적으로 즐기는 오락이자 활동이다. 산책의 목적은 주변 환경을 흡수하기 위해 약간 느린 속도로 걷는 것이다.
"散策"이라는 말은 두보의 시에 처음으로 사용되었다. "산책하는 도시 관찰자"라는 뜻의 프랑스어인 flâneur가 등장하는 작품은 18세기 후반부터 유럽과 미국 문학에 등장했다.

## 건강에 대한 영향
산책은 유산소 운동이 아니다. 걷는 동안 신체의 에너지 수요에는 추가 산소가 필요하지 않다. 따라서 의사들은 산책을 권장하지 않고 오히려 보다 활발하고 유산소적인 형태의 운동을 권장한다. 미국 의학 협회의 운동 및 신체 건강 위원회는 "단순히 걷는 것이 아니라 활기차게 걷는 것이 가장 간단하면서도 최고의 운동 형태 중 하나"라고 밝혔다.
운동의 인지적 이점을 조사한 연구자들은 걷기가 나이가 들더라도 인지 건강에 큰 이득을 주지 못한다는 결론을 내렸다. 빠르게 걷기와 집안일, 정원 가꾸기와 같은 기타 일상 활동은 인구 노령화에 따른 인지 저하를 예방하는 데 상당한 이점이 있는 것으로 나타났다.
메이요 클리닉(Mayo Clinic)의 다른 연구자들은 수면, 식사, 스포츠 활동을 제외한 모든 활동이 여전히 전반적인 건강에 기여한다고 가정한다. 이는 "비운동 활동 열 발생"(NEAT)으로 명명되었으며 에너지 소비 분석에는 산책부터 안절부절 못하는 행동까지 모든 것이 포함된다. NEAT 연구를 활용하여 사무실, 학교 및 생활 공간의 사회적 디자인에 대한 많은 아이디어를 생성하여 앉을 자리를 제거하여 서고 걷는 것을 촉진하는 등 신체 활동을 촉진했다. 걸을 때 신체는 더욱 균형 잡힌 수준에서 작동한다. 심장 박동이 더 균형 잡힌다. 혈압은 균형이 잘 잡힌다.